# NurTV
nurTV ist eine monatlich erscheinende Fernsehzeitschrift, herausgegeben von der Gong Verlag GmbH, einem Tochterunternehmen der Funke Mediengruppe.

## Inhalt
nurTV erscheint alle vier Wochen im Magazin-Format und richtet sich an eine junge, nutzenorientierte Leserschaft, die Wert auf kompakte Programminformation zum kleinen Preis legt. Als redaktionellen Zusatznutzen beinhaltet nurTV in jeder Ausgabe 12 Seiten Rätsel.

## Daten & Fakten
nurTV hat eine verkaufte Auflage von 812.532 Exemplaren. Der Einzelpreis beträgt 1,40 €. Chefredakteurin ist Katharina Lukas.